# WayV
WayV (tiếng Trung: 威神V, bính âm: WēiShén V, viết tắt của We are your Vision, Hán Việt: Uy Thần V) là một nhóm nhạc nam Trung Quốc, là nhóm nhỏ thứ tư được giới thiệu của nhóm nhạc nam Hàn Quốc NCT, được thành lập và quản lý bởi SM Entertainment và Label V. Nhóm ra mắt vào ngày 17 tháng 1 năm 2019 với EP kỹ thuật số The Vision. Nhóm hiện gồm 6 thành viên: Kun, Ten, Winwin, Xiaojun, Hendery và Yangyang; và cựu thành viên Lucas (rời nhóm vào tháng 5 năm 2023).
Nhóm đã giành giải Nghệ sĩ châu Á mới xuất sắc nhất tại Giải thưởng âm nhạc châu Á Mnet 2019. Vào ngày 9 tháng 6 năm 2020, họ đã phát hành album phòng thu đầu tiên Awaken the World với đĩa đơn "Turn Back Time".

## Lịch sử

### Hình thành
Tất cả bảy thành viên của WayV ban đầu là một phần của SM Rookies, một nhóm đào tạo trước khi ra mắt bởi SM Entertainment. Vào tháng 1 năm 2016, nhà sáng lập và nhà sản xuất SM Lee Soo-man đã công bố kế hoạch cho một nhóm nhạc nam mới có tên NCT với một số unit khác nhau có trụ sở tại các thành phố trên khắp thế giới.
Ten đã ra mắt với unit đầu tiên, NCT U, vào ngày 9 tháng 4 năm 2016. Kun đã tham gia phiên bản tiếng Trung của bài hát NCT U "Without You" vào năm 2016 nhưng được coi là chưa chính thức ra mắt với nhóm cho đến khi anh cùng với Lucas  và Jungwoo ra mắt vào NCT 2018, một dự án liên quan đến tất cả các thành viên của NCT và quảng bá album của họ Empathy. Winwin đã ra mắt như một phần của unit thứ hai, NCT 127, vào ngày 7 tháng 7 năm 2016.Vào ngày 7 tháng 4 năm 2017,   xuất hiện trong video âm nhạc "Dream In A Dream" của Ten. Vào ngày 13 tháng 8 năm 2018, SM đã công bố kế hoạch ra mắt một unit định hướng Trung Quốc dưới tên dự án là NCT Trung Quốc.
Sự hình thành của WayV đã được công bố thông qua tài khoản Weibo chính thức của nhóm vào ngày 31 tháng 12. Nhóm bao gồm 7 thành viên: bốn thành viên NCT có từ trước - Kun, Winwin, Ten và Lucas   - cùng với ba thành viên mới vừa được giới thiệu qua SM Rookies hồi đầu năm là Hendery, Xiaojun và Yangyang. Nhóm được thông báo là trực thuộc công ty độc quyền Trung Quốc của SM Entertainment, Label V.
Nhóm là một unit của NCT. Các nhà báo đưa ra giả thuyết rằng họ không thể gộp lại thành một nhóm là do mối quan hệ căng thẳng giữa Trung Quốc và Hàn Quốc. Mặc dù vậy, CEO Chris Entertainment của SM Entertainment đã thừa nhận WayV là unit có trụ sở tại Trung Quốc của NCT.

### 2019: Ra mắt với The Vision, Take Off và Take Over The Moon
Vào ngày 17 tháng 1 năm 2019, WayV đã ra mắt với EP kỹ thuật số đầu tiên của họ The Vision với phiên bản tiếng Trung của "Regular" của NCT 127 là đĩa đơn chính. Tất cả ba bài hát của EP đều giành được thứ hạng cao nhất trên Billboard World Digital Songs. Nhóm đã ra mắt ở vị trí thứ tư trên Billboard Social 50, lần ra mắt tốt nhất trên bảng xếp hạng kể từ XXXTentaci vào tháng 6 năm 2018.
WayV đã phát hành EP Take Off đầu tiên của họ với đĩa đơn có cùng tên vào ngày 9 tháng 5. EP ra mắt ở vị trí thứ bảy trên Bảng xếp hạng album thế giới của Billboard và khẳng định vị trí số một trên bảng xếp hạng album hàng đầu iTunes ở 30 khu vực. Trong khi đó, đĩa đơn xuất hiện ở vị trí thứ hai trên bảng xếp hạng phổ biến hàng tuần của QQ Music.
Vào tháng Tám và tháng Chín năm 2019, lần đầu tiên chương trình thực tế WayV Dream Plan đã được phát hành, gồm 12 tập phim đã được làm sẵn có trên Youku và YouTube.
Vào ngày 29 tháng 10, WayV đã phát hành EP thứ hai Take Over the Moon với ca khúc chủ đề "Moonwalk". Thành viên Hendery và Yangyang lần đầu tiên tham gia viết lời bài hát trong các bài hát "King of Hearts" và "We Go Nanana". Nhóm xuất hiện lần đầu trên Album Billboard Heatseekers và Bảng xếp hạng album Gaon Hàn Quốc bằng cách xếp hạng ở vị trí thứ hai mươi bốn và năm. Nhóm đã có sân khấu trở lại đầu tiên cho album trong Show Champion của MBC Music vào ngày 30 tháng 10, đánh dấu buổi biểu diễn đầu tiên của họ tại Hàn Quốc. Vào ngày 5 tháng 11, nhóm đã phát hành một phiên bản tiếng Anh của "Love Talk", ra mắt và đạt vị trí thứ ba trong Doanh số Bài hát Kỹ thuật số Thế giới của Billboard. Bài hát cũng đánh dấu mục đầu tiên của nhóm trên Bảng xếp hạng doanh số kỹ thuật số hàng tuần của QQ Music bằng cách xếp ở vị trí thứ hai. Phiên bản được đóng gói lại của album có tên Take Over the Moon: Sequel được phát hành vào năm 2020, thêm phiên bản tiếng Anh của Love Talk và bài hát "WayV.oice # 1" vào danh sách bản nhạc gốc.
Sau đó, nhóm đã có các hoạt động quảng bá (tổ chức fan meeting, fansign) ở Trung Quốc, Hàn Quốc và Thái Lan.

### 2020: Awaken the World, NCT 2020ːResonance
Năm 2020, WayV là nhóm thứ hai của SM Entertainment tổ chức buổi hòa nhạc trực tuyến trực tiếp - do SM Entertainment và Naver phối hợp tổ chức, như một phần của chuỗi buổi hòa nhạc trực tuyến dành riêng đầu tiên trên thế giới Beyond LIVE. Buổi hòa nhạc trực tiếp, là buổi hòa nhạc đầu tiên của WayV và mang tên WayV - Beyond the Vision, được tổ chức vào ngày 3 tháng 5  Nhóm đã biểu diễn các bài hát trong các album trước của họ cũng như bản mashup của "Turn Back Time" và "Bad Alive", hai bài hát trong album phòng thu đầu tiên Awaken the World được phát hành năm tuần sau vào ngày 09 tháng 6 năm 2020.
Awaken the World được bắt đầu bởi một trò chơi trực tuyến được thiết kế cho điện thoại thông minh, thách thức người chơi mở khóa hình ảnh của từng thành viên. Ngoài ra, các video cá nhân của các thành viên đã được phát hành trên các nền tảng khác nhau. Cả bản phát hành vật lý của album và video âm nhạc của đĩa đơn "Turn Back Time" đều được phát hành với độ trễ do loại bỏ các vấn đề tiềm ẩn với trang phục được sử dụng trong nội dung hình ảnh quảng cáo. Sau khi phát hành, WayV đã giành được ba mục đầu tiên của họ trên Bảng xếp hạng UNI của Tencent Music (trước đây gọi là Yo! Bang) và Bảng xếp hạng album Gaon. Album này cũng đạt vị trí thứ 9 trên bảng xếp hạng Billboard World Album, trong khi "Turn Back Time" xếp ở vị trí thứ 12 trên bảng xếp hạng Bài hát bán hàng kỹ thuật số thế giới. Awaken the World trở thành bản phát hành đầu tiên của nhóm trong bảng xếp hạng âm nhạc Nhật Bản bằng cách xuất hiện trên cả Billboard Japan Hot Album và Bảng xếp hạng album hàng tuần của Oricon. Sau đó, nhóm đã phát hành phiên bản tiếng Hàn của "Turn Back Time" bằng một video âm nhạc tương tự đi kèm. Vào ngày 29 tháng 7, một phiên bản tiếng Anh của ca khúc "Bad Aive" đã được phát hành dưới dạng đĩa đơn kỹ thuật số. Đĩa đơn được xếp hạng ở vị trí số một trên bảng xếp hạng Doanh số kỹ thuật số hàng ngày của QQ Music và kiếm được chứng nhận Vàng sau khi được phát hành. Cuối cùng nó được xếp ở vị trí thứ sáu trên bảng xếp hạng hàng tuần.
21/9 Khởi động dự án NCT 2020 với sự bổ sung thêm 2 thành viên mới - Shotaro (2000) và Sungchan (2001), nâng tổng số thành viên lên con số 23 và sẽ quảng bá làm 2 phần
12/10 NCT 2020 phát hành album NCT 2020 Resonance Pt.1 và WayV tham gia góp mặt vào album với ca khúc "Nectar"
23/11 NCT 2020 phát hành album NCT 2020 Resonance Pt.2

### 2021: Kick Back, sub-unit của WayV
Ngày 10/3/2021:Nhóm chính thức quay trở lại với mini album thứ 3 "Kick Back". với ca khúc chủ đề cùng tên 
Ngày 10/6/2021, SM Entertainment xác nhận sub-unit đầu tiên của WayV là Kun và Xiaojun. Ngày 16/6/2021, sub-unit chính thức debut với single album gồm 3 bài hát, bài hát chủ đề mang tên "Back To You". 
Ngày 02/8/2021, SM Entertainment xác nhận Ten solo. Ngày 10/8/2021, Ten chính thức debut với single mang tên "Paint Me Naked"
Ngày 12/8/2021, SM Entertainment xác nhận sub-unit thứ hai của WayV là Ten và Yangyang. Ngày 17/8/2021, sub-unit chính thức debut với single mang tên "Low Low".
Ngày 20/8/2021, SM Entertainment xác nhận sub-unit thứ ba của WayV là Lucas và Hendery. Ngày 25/8/2021, sub-unit chính thức bị hủy lịch debut với single mang tên "Jalapeño".

### 2022ː Phantom
Ngày 28/12/2022ː Nhóm sẽ comeback với mini album thứ 4 ''Phantom'' với ca khúc chủ đề cùng tên

### 2023: Lucas rời nhóm, On My Youth
Ngày 10 tháng 5 năm 2023, SM Entertainment cho biết Lucas sẽ rời NCT và WayV để tập trung cho sự nghiệp cá nhân.
Ngày 1 tháng 11 năm 2023, WayV comeback với full album thứ 2 'On My Youth' với ca khúc và MV cùng tên

### 2024ː Give Me That, debut tại Nhật, tour đầu tiênː On The Way
Ngày 3 tháng 6 năm 2024,  WayV comeback với mini album thứ 5 'Give Me That' với ca khúc và MV cùng tên
Ngày 8 tháng 8 năm 2024, WayV phát hành nhạc số trong mini album tiếng Nhật 'The Highest' với title 'Go Higher'
Ngày 17 tháng 8 năm 2024, WayV bắt đầu tổ chức tour diễn đầu tiênː 'On The Way' tại Nagoya
Ngày 25 tháng 9 năm 2024, WayV phát hành album cứng mini album tiếng Nhật 'The Highest' với title 'Go Higher'
Ngày 25 tháng 11 năm 2024, WayV comeback với mini album thứ 6 'Frequency' với ca khúc và MV cùng tên

### 2025ː Big Bands, tour diễn thứ 2ː No Way Out
Ngày 18 tháng 7 năm 2025,  WayV comeback với mini album thứ 7 'Big Bands' với ca khúc và MV cùng tên
Ngày 2 tháng 8 năm 2025, WayV bắt đầu tổ chức tour diễn thứ 2ː 'On The Way' tại Seoul

## Các kết quả khác

### Chứng thực
WayV đã chứng thực và hợp tác với nhiều thương hiệu bao gồm Skechers, Carslan, Cigalong Beauty, và Maeil Barista Rules. Nhóm cũng đã xuất hiện trên trang bìa của các tạp chí như Nylon China, Harper's Bazaar China, InStyle Icon, và Men Uno.

### Philantrophy
Vào ngày 23 tháng 7 năm 2020, WayV đã quyên góp thông qua dự án từ thiện của Quỹ phúc lợi xã hội Trung Quốc để giúp đỡ các nạn nhân và nhân viên cứu trợ lũ lụt tiền tuyến ở Jiangxi và Hồ Nam.

## Thành viên
- Chú thích: In đậm là trưởng nhóm

| Nghệ danh                 | Nghệ danh   | Nghệ danh | Nghệ danh    | Tên khai sinh                                | Tên khai sinh                | Tên khai sinh | Tên khai sinh | Tên khai sinh                  | Tên khai sinh                                   | Ngày sinh         | Quốc tịch             |
| Latinh                    | Tiếng Trung | Hangul    | Kana         | Latinh                                       | Hangul                       | Tên bản ngữ   | Hanja         | Kana                           | Hán-Việt                                        | Ngày sinh         | Quốc tịch             |
| Thành viên hiện tại       |             |           |              |                                              |                              |               |               |                                |                                                 |                   |                       |
| Kun                       | 锟          | 쿤        | クン         | Qián Kūn                                     | 전곤                         | 钱锟          | 钱锟          | チェン・クン                   | Tiền Côn                                        | 1 tháng 1, 1996   | Trung Quốc            |
| Ten                       |             | 텐        | テン         | Chittaphon Leechaiyapornkul (Lee Young Heum) | 치타폰 리차이야폰꾼 (이영흠) | ชิตพล ลี้ชัยพรกุล  | 李永钦        | チッタポン・リチャイヤポンクル | Kỳ Tháp Bồng Lý Sai Nhã Bàng Khố (Lý Vĩnh Khâm) | 27 tháng 2, 1996  | Thái Lan              |
| Xiaojun                   | 肖俊        | 샤오쥔    | シャオジュン | Xiào Déjùn                                   | 소덕준                       | 肖德俊        | 肖德俊        | シャオ・ダジュン               | Tiêu Đức Tuấn                                   | 8 tháng 8, 1999   | Trung Quốc            |
| Hendery                   |             | 헨드리    | ヘンドリー   | Wong Kunhang / Huáng Guānhēng                | 황관헝                       | 黄冠亨        | 黄冠亨        | ウォン・クンヒャン             | Hoàng Quán Hanh                                 | 28 tháng 9, 1999  | Ma Cao, Trung Quốc    |
| YangYang                  | 揚揚        | 양양      | ヤンヤン     | Liú Yángyáng                                 | 류양양                       | 刘扬扬        | 刘扬扬        | リウ・ヤンヤン                 | Lưu Dương Dương                                 | 10 tháng 10, 2000 | Đài Loan              |
| Thành viên dừng hoạt động |             |           |              |                                              |                              |               |               |                                |                                                 |                   |                       |
| Winwin                    | 昀昀        | 윈윈      | ウィンウィン | Dǒng Sīchéng                                 | 동사성                       | 董思          | 董思          | ドン・スーチョン               | Đổng Tư Thành                                   | 28 tháng 10, 1997 | Trung Quốc            |
| Cựu thành viên            |             |           |              |                                              |                              |               |               |                                |                                                 |                   |                       |
| Lucas                     |             | 루카스    | ルーカス     | Wong Yuk-hei / Huáng Xùxī                    | 황욱희                       | 黄旭熙        | 黄旭熙        | ウォン・ユッケイ               | Hoàng Húc Hi                                    | 25 tháng 1, 1999  | Hồng Kông, Trung Quốc |

## Danh sách đĩa hát

### Album phòng thu
- Awaken the World (2020)

## OST
| Năm  | Tên phim                | Tên bài hát |
| ---- | ----------------------- | ----------- |
| 2021 | Falling Into Your Smile | Everytime   |

## Đóng phim

### Chương trình thực tế
| Năm  | Tiêu đề         | Tên tiếng trung | Mạng        | Lưu ý | Ref.          |
| ---- | --------------- | --------------- | ----------- | ----- | ------------- |
| 2019 | Kế hoạch mơ ước | 少年威计划      | Youku       |       | [ 20 ] [ 54 ] |
| 2020 | WayVision       |                 | Seezn (app) |       |               |
| 2021 | WayVision SS2   |                 | Seezn (app) |       |               |

## Phần thưởng
| Năm  | Giải thưởng                                | thể loại                           | Đề cử công việc | Kết quả   | Tham chiếu |
| ---- | ------------------------------------------ | ---------------------------------- | --------------- | --------- | ---------- |
| 2019 | Giải thưởng âm nhạc châu Á Mnet lần thứ 21 | Nghệ sĩ mới xuất sắc nhất châu Á   | —               | Đoạt giải | [ 55 ]     |
| 2020 | Giải thưởng âm nhạc châu Á Mnet lần thứ 22 | Nghệ sĩ châu Á được yêu thích nhất | —               | Đoạt giải |            |